# 구례 장씨 선덕비각
구례장씨 선덕비각은 대한민국 충청북도 영동군 양산면에 있다. 1996년 4월 15일 영동군의 향토유적 제41호로 지정되었다.

## 개요
박진흠의 처인 구례장씨의 선행을 기리기 위해 1918년 건립한 것이다.